# مقصرة (علامة)
| Ă     | ă |
| مُقَصِّرة | ĕ |
| Ğ     | ğ |
| مُقَصِّرة | ĭ |
| مُقَصِّرة | ŏ |
| Ŭ     | ŭ |

المُقَصِّرة (من اللاتينية brevis «قصير») هي علامة تشكيل للأبجدية اللاتينية شكلها ˘؛ توضع عادة فوق الصائتات لتظهر أنها قصيرة؛ وهي تستخدم بهذا المعنى في كتابة اللغة اللاتينية وفي نقحرة النصوص اليونانية والسامية ونصوص لغات أخرى إلى النص اللاتيني.
نقيض المُقَصِّرة هو علامة الماكرون.